# João Negrão
João Negrão (São Paulo, 2 de abril de 1901 – São Paulo, 31 de maio de 1978) foi um militar e aviador brasileiro.

## Biografia
João Negrão foi um militar da Força Pública do Estado de São Paulo, atual Polícia Militar do Estado de São Paulo, que participou da heróica travessia do Oceano Atlântico a bordo do hidroavião Jahú (1926-1927), pilotado pelo comandante João Ribeiro de Barros. João Negrão era seu copiloto na travessia, em substituição a Arthur Cunha, que havia se desentendido com a equipe e sido excluído. Na época ele tinha vinte e seis anos de idade e era tenente aviador da Esquadrilha da Aviação da Força Pública de São Paulo.
Segundo relatos da época, além de não conhecer aquele tipo de aeronave, pois jamais havia operado num hidroavião, ele também não se julgava apto a participar do voo, porém diante das circunstâncias do convite feito pela família do comandante João Ribeiro de Barros e da expectativa criada por seus superiores militares, aceitou e partiu para a Europa.
Embarcou no dia 21 de março de 1927, como passageiro do transatlântico Almeda, da Blue Star Line. Ao chegar na Ilha de São Vicente, no Arquipélago de Cabo Verde, estabeleceu contato pessoal com João Ribeiro de Barros, que o recebeu com alegria, iniciando imediatamente os preparativos para a arriscada e inédita aventura.
Após breve treinamento de adaptação e de alguns voos sobre a ilha, foi considerado aprovado pelo comandante do Jahu e em condições de prestar colaboração como copiloto 
O voo foi um sucesso e o Jahu chegou na Ilha de Fernando de Noronha, em território brasileiro, realizando assim a travessia pioneira do Atlântico Sul.
O nome do pioneiro aviador João Negrão, além de batizar uma rua no bairro do Itaim Bibi, em São Paulo, também dá nome ao Grupamento de Radiopatrulha Aérea da Polícia Militar do Estado de São Paulo e a uma escola de educação infantil, no bairro de Vila Sônia, em São Paulo